# Terry Pratchett
Sir Terence David John Pratchett (Sir Terry Pratchett), KBE, (Beaconsfield, Buckinghamshire, Anglaterra, 28 d'abril de 1948 - Broad Chalke, Wiltshire, Anglaterra, 12 de març de 2015) va ser un escriptor anglès, autor de llibres de fantasia i ciència-ficció, com ara la saga Discmón (Discworld, en anglès) per la que és més conegut. El 12 de març de 2015 va morir d'atròfia cortical posterior, una forma rara d'Alzheimer.

## Biografia
Fill de David i d'Eileen Pratchett, Terence David John Pratchett va néixer el 28 d'abril de 1948 a Beaconsfield, Buckinghamshire, Anglaterra. Va cursar estudis de secundària al High Wycombe Technical High School i a la Beaconsfield Public Library.
El seu primer treball publicat, un conte curt pel qual li van pagar 14 lliures, el va escriure a l'edat de tretze anys.
Treballant al diari local Bucks Free Press com a periodista, va tenir la sort de conèixer el codirector de Colin Smythe Limited, una editorial de Buckinghamshire, a qui va comentar que havia escrit una novel·la, The carpet people, que va ser publicada el 1971.
El 1980 va entrar a treballar al Central Electricity Generating Board, un butlletí pagat per les empreses elèctriques, on es va encarregar de les notícies relatives a les centrals nuclears. Després de l'accident nuclear de Three Mile Island, Pennsilvània, EUA, va decidir deixar la feina i dedicar-se exclusivament a l'escriptura i va arribar a escriure tres novel·les en un any.
El març de 2005 havia venut més de 40 milions de llibres. Després de J.K. Rowling, és l'autor amb més vendes. També és l'autor de qui es roben més llibres a les llibreries del Regne Unit.
Pratchett va ser nomenat oficial de l'ordre de l'imperi britànic pels serveis a la literatura (1998), doctor honoris causa en literatura per les universitats de Warwick (University of Warwick, 1999), de Portsmouth (University of Portsmouth, 2001) i de Bristol (University of Bristol, 2004).
Va morir el 12 de març de 2015 a l'edat de 66 anys. Va deixar, però, com a comiat, una sèrie de tuits programats al seu compte de Twitter en què s'acomiadava dels seus seguidors.
Els seus darrers anys va fer activisme defensant la mort amb dignitat com a manera d'arrabassar el control a les macabres fases finals de les malalties terminals.

## Obra
La seva obra més coneguda és el Discmón, una sèrie de 41 llibres humorístics i satírics que té lloc a un món de fantasia amb forma de disc (o de pizza) aguantat per quatre elefants gegantins que a la vegada són damunt la gran tortuga A'Tuin, de quinze mil quilòmetres de llarg, que neda per l'espai.
Els tòpics més parodiats a les novel·les del Discmón són els grans protagonistes de les novel·les de ciència-ficció i fantasia de tots els temps, les pel·lícules d'Ingmar Bergman, Austràlia, el cinema, els diaris, el rock-and-roll, la religió, la filosofia (principalment, la grega clàssica), la història egípcia, els sindicats i els gremis.
La seva novel·la The Amazing Maurice and His Educated Rodents ('El meravellós Maurici i els seus rosegadors il·lustrats') va guanyar la Medalla Carnegie (Carnegie Medal) a la millor novel·la infantil de 2001.
El 2006 va estar nominat als premis Nebula (Nebula Award) per la novel·la Going postal ('Fent el paperot').
L'editorial Mai Més va anunciar que publicaria tota la sèrie del Discmón per primer cop en català a partir de novembre de 2020. Els primers títols publicats van ser: Guàrdies! Guàrdies!, Igualtat de Ritus, Morth, Déus menuts, El color de la màgia i La llum fantàstica, amb traducció d'Ernest Riera.

## Obra completa
| ANY                                | TÍTOL                                                        |
| ---------------------------------- | ------------------------------------------------------------ |
| Novel·les del Discmón              |                                                              |
| 1983                               | El color de la màgia                                         |
| 1986                               | La llum fantàstica                                           |
| 1987                               | Igualtat de Ritus                                            |
| 1987                               | Morth                                                        |
| 1989                               | Sourcery                                                     |
| 1989                               | Germanes fatals                                              |
| 1989                               | Pyramids                                                     |
| 1989                               | Guàrdies! Guàrdies!                                          |
| 1990                               | Eric                                                         |
| 1990                               | Moving Pictures                                              |
| 1991                               | El segador                                                   |
| 1991                               | Witches Abroad                                               |
| 1991                               | Déus Menuts                                                  |
| 1992                               | Lords and Ladies                                             |
| 1993                               | Homes d'armes                                                |
| 1993                               | Soul Music                                                   |
| 1994                               | Interesting Times                                            |
| 1994                               | Maskerade                                                    |
| 1996                               | Feet of Clay                                                 |
| 1996                               | Hogfather                                                    |
| 1997                               | Jingo                                                        |
| 1998                               | The Last Continent                                           |
| 1998                               | Carpe Jugulum                                                |
| 1999                               | The Fifth Elephant                                           |
| 2000                               | The Truth                                                    |
| 2001                               | Thief of Time                                                |
| 2001                               | The Last Hero amb il·lustracións de Paul Kidby               |
| 2001                               | El meravellós Maurice i els seus rosegadors il·lustrats      |
| 2002                               | Night Watch                                                  |
| 2003                               | The Wee Free Men                                             |
| 2003                               | The Monstrous Regiment                                       |
| 2004                               | A Hat Full of Sky                                            |
| 2004                               | Going Postal                                                 |
| 2005                               | Thud!                                                        |
| 2005                               | Where's My cow                                               |
| 2006                               | Wintersmith                                                  |
| 2008                               | Making money                                                 |
| 2009                               | Unseen Academicals                                           |
| 2010                               | I Shall Wear Midnight                                        |
| 2011                               | Snuff                                                        |
| 2013                               | Raising Steam                                                |
| 2015                               | The Shepherd's Crown                                         |
| Llibres relacionats amb el Discmón |                                                              |
| 1993                               | The Streets of Ankh-Morpork                                  |
| 1998                               | A Tourist's Guide to Lancre                                  |
| 1999                               | Nanny Ogg's Cookbook                                         |
| 2003                               | The Discworld Companion                                      |
| 1999                               | The Science of Discworld                                     |
| 2002                               | The Science of Discworld II: The Globe                       |
| 2005                               | The Science of Discworld III: Darwin's Watch                 |
| 2013                               | The Science of Discworld IV: Judgement Day                   |
| Altres novel·les                   |                                                              |
| 1971                               | The carpet people                                            |
| 1976                               | The dark side of the sun                                     |
| 1981                               | Strata                                                       |
| 1989                               | Truckers - The nome trilogy I                                |
| 1989                               | The Unadulterated Cat, escrita conjuntament amb Gray Joliffe |
| 1990                               | Bons Averanys, escrita conjuntament amb Neil Gaiman          |
| 1990                               | Diggers - The nome trilogy II                                |
| 1990                               | Wings - The nome trilogy III                                 |
| 1992                               | Only You can save Mankind – Johhny trilogy I                 |
| 1993                               | Johhny and the Bomb - Johhny trilogy II                      |
| 1996                               | Johhny and the Death - Johhny trilogy III                    |
| Relats curts i altres proses       |                                                              |
| 1963                               | The Hades Business                                           |
| 1965                               | Night Dweller                                                |
| 1987                               | Twenty Pence with Envelope and Seasonal Greetings            |
| 1988                               | Final Reward                                                 |
| 1988                               | Incubust                                                     |
| 1989                               | Turntables of the Night                                      |
| 1990                               | History in the Faking                                        |
| 1990                               | #ifdefDEBUG + "world/enough" + "time"                        |
| 1990                               | Hollywood Chickens                                           |
| 1995                               | Once More with foot notes (recull de relats curts)           |
| Relats sobre Discmón               |                                                              |
| 1991                               | The Secret Book of the Dead                                  |
| 1992                               | Troll Bridge                                                 |
| 1993                               | Theatre of Cruelty                                           |
| 1995                               | Once and Future                                              |
| 1996                               | The Megabyte drive to believe in Santa Claus                 |
| 1998                               | The Sea and the Little Fishes                                |
| 1999                               | We Can rule you wholesale                                    |
| 2002                               | La Mort i el que ve després                                  |
| 2002                               | Thud! – A historical perspective                             |
| 2005                               | A Collegiate casting-out of devilish devices                 |